# Maximiliano Pellegrino
Maximiliano Pellegrino (* 26. Januar 1980 in Leones) ist ein argentinischer ehemaliger Fußballspieler. Er ist der jüngere Bruder von Mauricio Pellegrino, der ebenfalls als Fußballspieler aktiv war.

## Karriere

### Verein
Er lernte das Fußballspielen in der Jugend von CA Vélez Sársfield. Im Jahr 1999 wurde er in die Profimannschaft von Vélez Sársfield aufgenommen und bestritt in seiner ersten Saison zehn Partien in der argentinischen Meisterschaft. In der Saison 2000/01 absolvierte er 16 Ligaspiele und erzielte seine ersten beiden Tore als Profi. Im Jahr 2004 erreichte er mit Sársfield den zweiten Rang in der Apertura. Ein Jahr später gewann er mit dem Verein seinen ersten Titel, die argentinische Clausura. In der Spielzeit 2005/06 absolvierte er mit 29 Ligaspielen die bisher meisten in seiner Karriere.
Nachdem die Apertura 2006 und die Clausura 2007 mit dem siebten und achten Rang nur mäßig erfolgreich waren, wechselte er im Sommer 2007 nach Italien in die Serie A und unterschrieb bei Atalanta Bergamo. In seiner ersten Saison in Bergamo kam er auf 26 Einsätzen in der Liga und erzielte einen Treffer für die Lombarden. Die Saison wurde auf dem 9. Rang abgeschlossen. In der darauffolgenden Saison lief er in 13 Spielen für Atalanta auf und konnte sich ein Tor gutschreiben lassen. Nach der Saison 2009/10 stieg er mit Atalanta als Drittletzter in die Serie B ab.
Im Juni 2010 unterzeichnete er einen Leihvertrag bei der AC Cesena, der für ein Jahr befristet Gültigkeit besitzt.

### Nationalmannschaft
Für die argentinische Fußballnationalmannschaft kam er bisher nicht zum Einsatz. Da er auch den italienischen Pass besitzt, ist er auch noch für Italien spielberechtigt.